# Palatennistavolo Elia Mazzi
Il palatennistavolo Elia Mazzi è un impianto sportivo coperto di Castel Goffredo, in provincia di Mantova.
Situato nel "Centro sportivo don Aldo Moratti" e nella zona adiacente ai complessi scolastici della città, è utilizzato per partite di tennistavolo della Tennistavolo Castel Goffredo, la società più titolata d'Italia.
L'impianto è dotato di 14 aree di gioco, destinate ad accogliere le attività amatoriali e professioniste della società sportiva. Ha una capacità di 500 posti a sedere sugli spalti e viene anche utilizzato per meeting, eventi culturali e musicali.

## Tornei
- 2016: Campionati Italiani Assoluti;[2]
- 2019: Paralympic Stars Games;[3]
- 2023: Coppa italia di tennis tavolo femminile.[4]